# Moja gwiazda
Moja gwiazda – trzynasty album studyjny zespołu Akcent, wydany w czerwcu 2001 roku przez firmę fonograficzną Green Star na płycie i kasecie.
Wydawnictwo zawiera 12 premierowych utworów. Album został nagrany w trzyosobowym składzie. Do  Zenona Martyniuka dołączyli dwaj klawiszowcy: Artur Kirpsza i Ryszard Warot.
Do utworów: „Moja gwiazda”, „Dziewczyna z klubu disco” i „Rodzinny dom” nakręcono teledyski, które były emitowane w TV Polsat.

## Lista utworów
1. „Moja gwiazda”
2. „Dziewczyna z klubu disco”
3. „Laura”
4. „Otwarte serce”
5. „Jedna noc”
6. „Ocean wspomnień”
7. „Przytul śmiało”
8. „Kolorowy dzień”
9. „Mamo...”
10. „Gdzie jesteś gdzie”
11. „Rodzinny dom”
12. „Pożegnalny list”

## Lista utworów (kaseta magnetofonowa)
Strona A
1. „Moja gwiazda”
2. „Dziewczyna z klubu disco”
3. „Laura”
4. „Otwarte serce”
5. „Jedna noc”
6. „Ocean wspomnień”

Strona B
1. „Przytul śmiało”
2. „Kolorowy dzień”
3. „Mamo...”
4. „Gdzie jesteś gdzie”
5. „Rodzinny dom”
6. „Pożegnalny list”

## Aranżacje utworów
- Tomasz Sidoruk – utwory: 1, 4, 8, 10, 12
- Marek Zrajkowski i Ernest Sienkiewicz – utwory: 2, 5, 6, 11
- Witold Waliński i Dariusz Trzewik (Play & Mix) – utwory: 3, 7
- Igor Giro – utwór 9

## Dodatkowe informacje
- Muzyka: Zenon Martyniuk i Artur Kirpsza
- Słowa: Marzanna Zrajkowska i Elżbieta Janikowska

## Skład zespołu
- Zenon Martyniuk – vocal, gitara
- Artur Kirpsza – instrumenty klawiszowe
- Ryszard Warot – instrumenty klawiszowe